# Taurotagus greenfieldi
Taurotagus greenfieldi är en skalbaggsart som beskrevs av Charles Joseph Gahan 1894. Taurotagus greenfieldi ingår i släktet Taurotagus och familjen långhorningar. Inga underarter finns listade i Catalogue of Life.